# Erinnyis piperis
Erinnyis piperis är en fjärilsart som beskrevs av Ludwig Wilhelm Schaufuss 1870. Erinnyis piperis ingår i släktet Erinnyis och familjen svärmare. Inga underarter finns listade i Catalogue of Life.